# Lancaster County (South Carolina)
Lancaster County ist ein County im Bundesstaat South Carolina der Vereinigten Staaten. Das U.S. Census Bureau hat bei der Volkszählung 2020 eine Einwohnerzahl von 96.016 ermittelt. Der Verwaltungssitz (County Seat) ist Lancaster.

## Geographie
Das County liegt im Norden von South Carolina, grenzt an North Carolina und hat eine Fläche von 1438 Quadratkilometern, wovon 16 Quadratkilometer Wasserfläche sind. Es grenzt im Uhrzeigersinn an folgende Countys: Mecklenburg County (North Carolina), Union County (North Carolina), Chesterfield County, Kershaw County, Fairfield County, York County und Chester County.

## Geschichte
Lancaster County wurde 1785 gebildet. Benannt wurde es nach dem Lancaster County in Pennsylvania, da die schottisch-irischen Siedler des Countys von dort stammten und in den 1750er Jahren begannen, sich hier niederzulassen.
Zwei Orte im County haben den Status einer National Historic Landmark, das Lancaster County Courthouse und das Lancaster County Jail. 27 Bauwerke und Stätten des Countys sind im National Register of Historic Places (NRHP) eingetragen (Stand 28. Juli 2018).

## Demografische Daten
Nach der Volkszählung im Jahr 2000 lebten im Lancaster County 61.351 Menschen in 23.178 Haushalten und 16.850 Familien. Die Bevölkerungsdichte betrug 43 Einwohner pro Quadratkilometer. Ethnisch betrachtet setzte sich die Bevölkerung zusammen aus 71,03 Prozent Weißen, 26,86 Prozent Afroamerikanern, 0,22 Prozent amerikanischen Ureinwohnern, 0,27 Prozent Asiaten, 0,02 Prozent Bewohnern aus dem pazifischen Inselraum und 0,89 Prozent aus anderen ethnischen Gruppen; 0,71 Prozent stammten von zwei oder mehr Ethnien ab. 1,59 Prozent der Bevölkerung waren spanischer oder lateinamerikanischer Abstammung.
Von den 23.178 Haushalten hatten 33,4 Prozent Kinder unter 18 Jahre, die bei ihnen lebten. 52,6 Prozent waren verheiratete, zusammenlebende Paare, 15,5 Prozent waren allein erziehende Mütter, 27,3 Prozent waren keine Familien, 23,7 Prozent waren Singlehaushalte und in 9,4 Prozent lebten Menschen mit 65 Jahren oder darüber. Die Durchschnittshaushaltsgröße betrug 2,56 und die durchschnittliche Familiengröße betrug 3,01 Personen.
25,4 Prozent der Bevölkerung war unter 18 Jahre alt. 8,6 Prozent zwischen 18 und 24, 30,3 Prozent zwischen 25 und 44, 23,6 Prozent zwischen 45 und 64 und 12,1 Prozent waren 65 Jahre alt oder älter. Das Durchschnittsalter betrug 36 Jahre. Auf 100 weibliche Personen kamen 98,2 männliche Personen und auf 100 Frauen im Alter von 18 Jahren und darüber kamen 95,4 Männer.
Das jährliche Durchschnittseinkommen eines Haushalts betrug 34.688 USD, das Durchschnittseinkommen einer Familie betrug 40.955 USD. Männer hatten ein Durchschnittseinkommen von 30.176 USD, Frauen 22.238 USD. Das Prokopfeinkommen betrug 16.276 USD. 9,7 Prozent der Familien und 12,8 Prozent der Bevölkerung lebten unterhalb der Armutsgrenze.